# سلیمان کوناته
سلیمان کوناته (انگلیسی: Souleymane Konaté؛ زادهٔ ۲۰ سپتامبر ۱۹۸۹) بازیکن فوتبال اهل مالی است.
از باشگاه‌هایی که در آن بازی کرده است می‌توان به باشگاه فوتبال الهلال ام‌درمان اشاره کرد.
وی همچنین در تیم ملی فوتبال مالی بازی کرده است.